# Jan Burda
Jan Burda (ur. 10 listopada 1972, zm. 26 czerwca 2002) – polski dziennikarz radiowy, zatrudniony w RMF FM.
W żółto-niebieskiej rozgłośni pracował od 1994 roku. Przez długi czas prowadził wiadomości dla kierowców aż do 2001 roku, kiedy to KRRiT uniemożliwiła nadawanie przez RMF FM audycji lokalnych tzw. rozszczepień programowych. Wtedy też z anteny musiały zniknąć wiadomość drogowe. Burda zajął się wtedy nocnymi programami. W latach 2001–2002 prowadził poranny weekendowy program „Wolno wstać”.
Pogrzeb Jana Burdy odbył się 5 lipca 2002 roku na cmentarzu parafialnym w Borku Fałęckim.